# هايكانوش دانيليان
هايكانوش دانيليان (بالإنجليزية: Haykanoush Danielyan)‏ (و. 1893 – 1958 م) هي مغنية أوبرا، ومعلمة موسيقى، من الاتحاد السوفيتي، ولدت في تبليسي، كانت عضوةً في الحزب الشيوعي السوفيتي، توفيت في يريفان، عن عمر يناهز 65 عاماً.

## مناصب
تولت منصب عضو مجلس السوفيت الأعلى.

## التعليم
تعلمت في كونسرفاتوار سانت بطرسبرغ.

## جوائز
حصلت على جوائز منها:
- جائزة الاتحاد السوفيتي الحكومية
- وسام الراية الحمراء من حزب العمال
- فنان الشعب في الاتحاد السوفيتي
- وسام لينين
- وسام العمل الشجاع في الحرب الوطنية العظمى 1941-1945.

## معرض صور

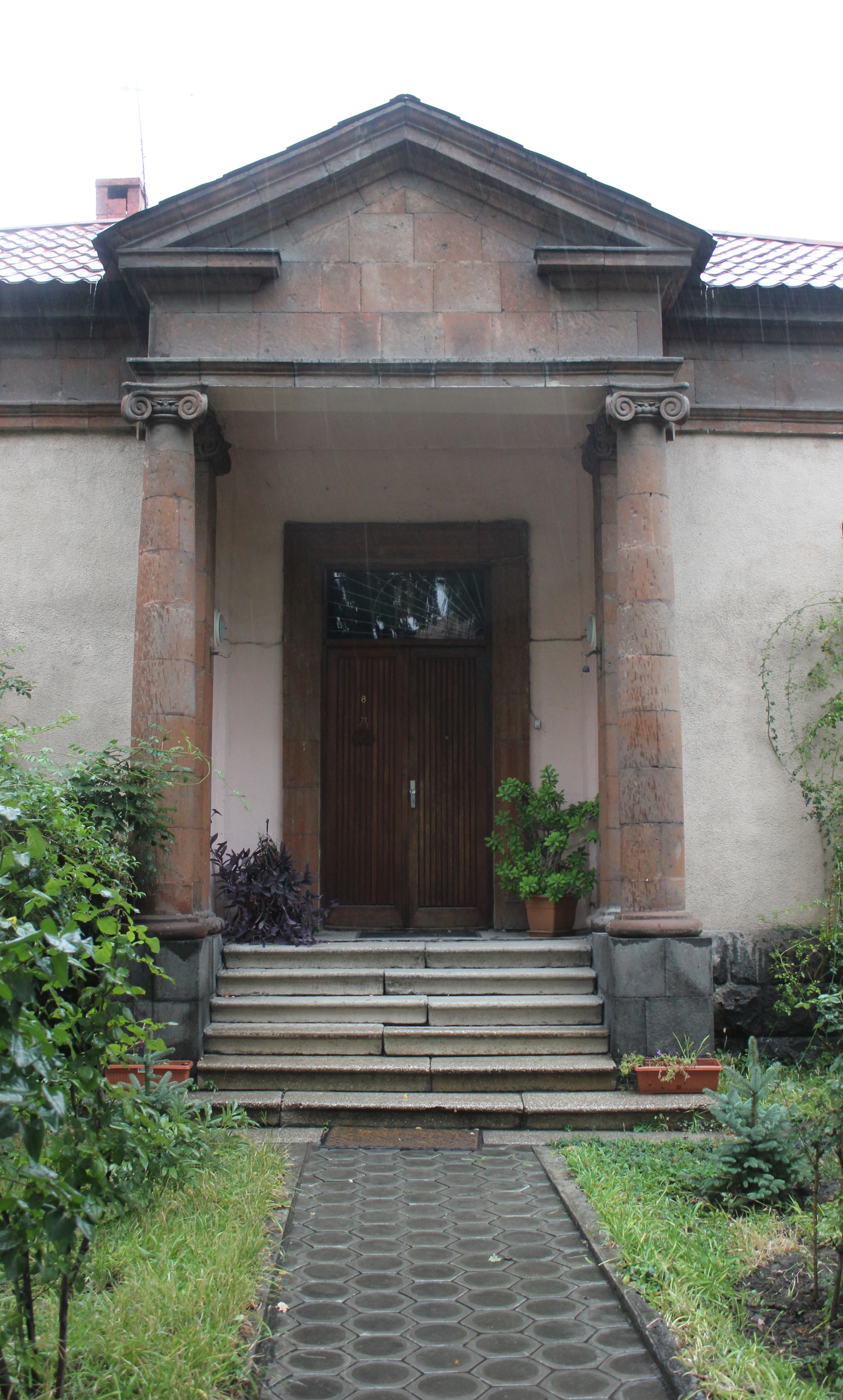
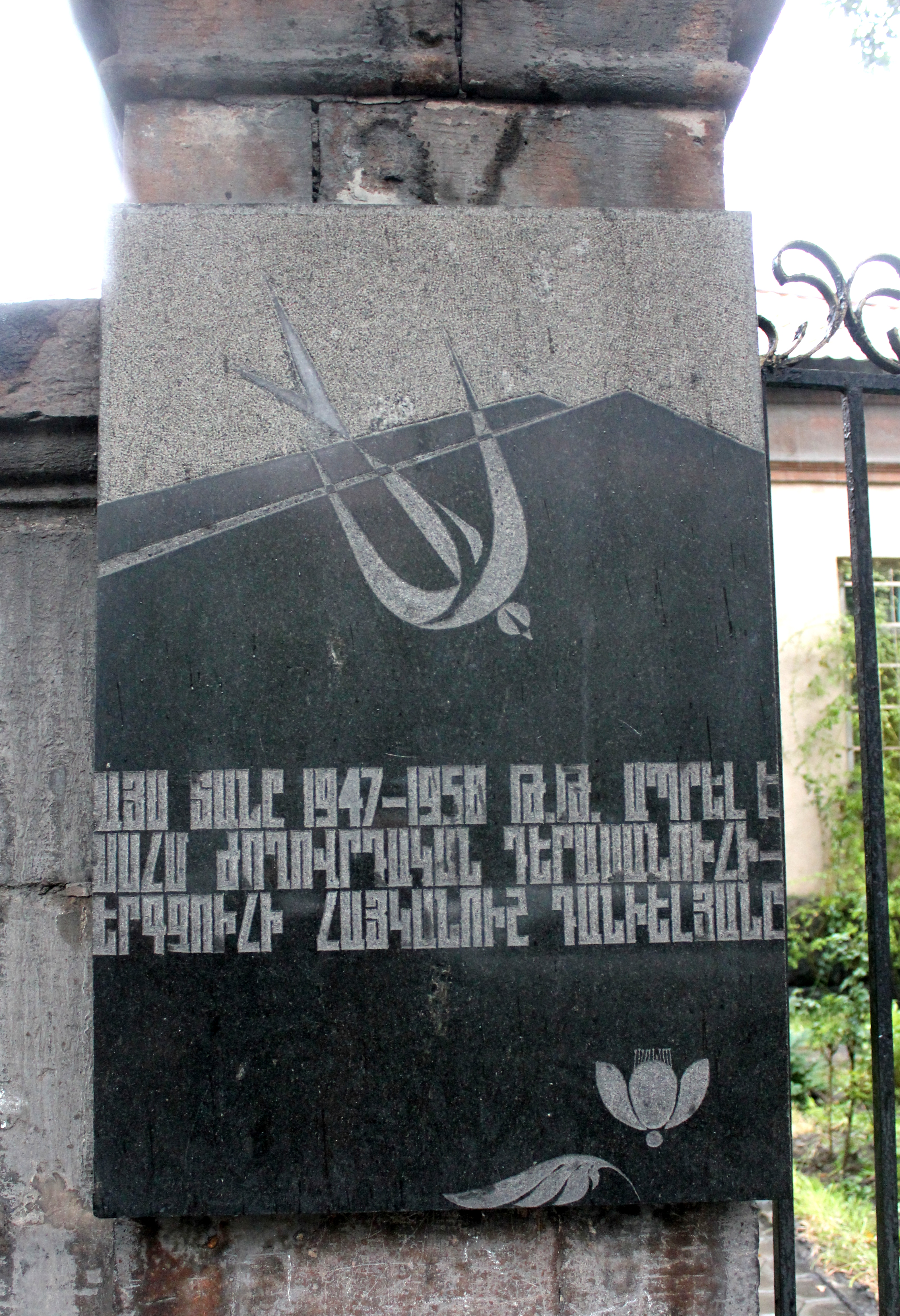
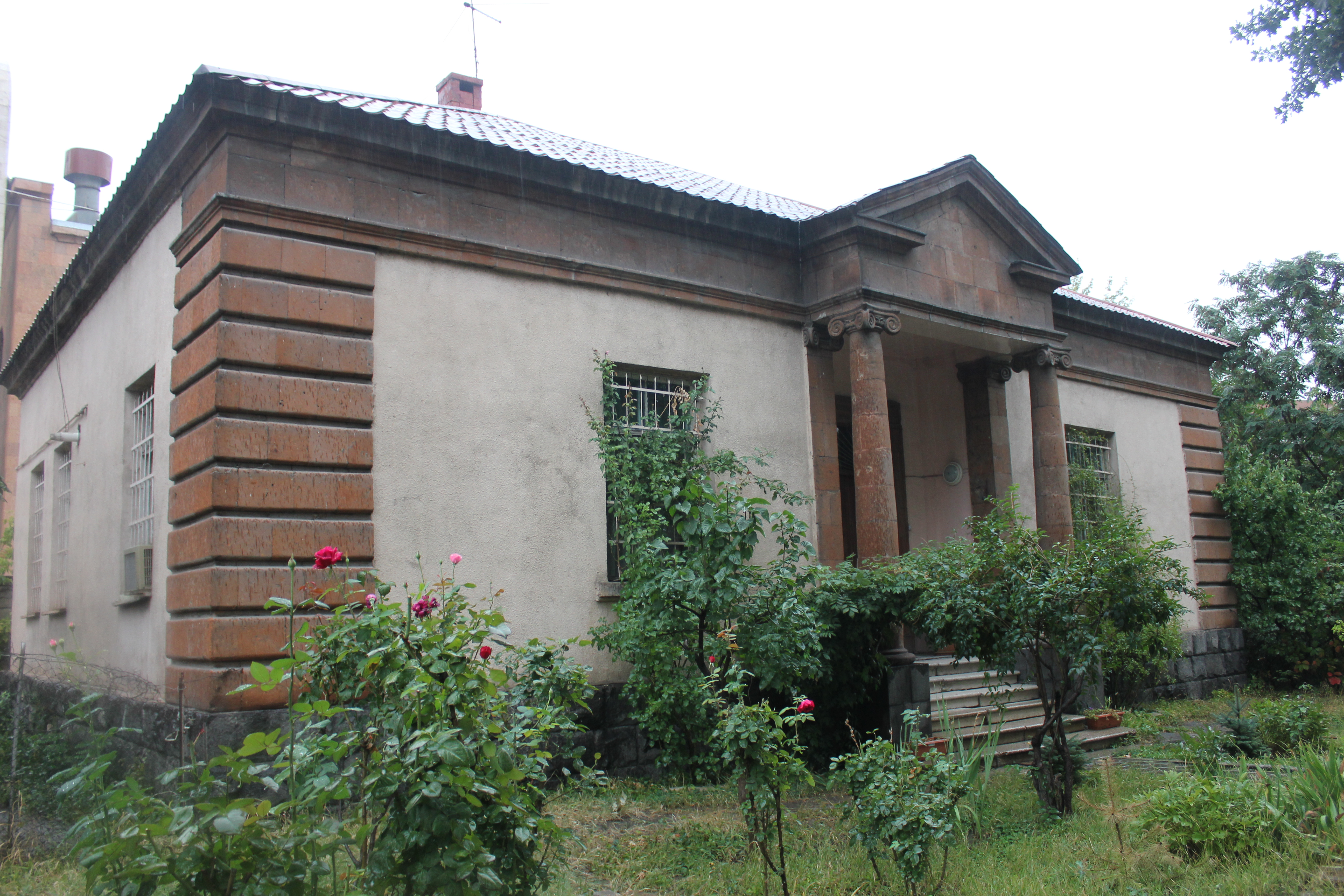

## وصلات خارجية
- هايكانوش دانيليان على موقع IMDb (الإنجليزية)